# Centrale Bank van de Volksrepubliek China
De Centrale Bank van de Volksrepubliek China is de centrale bank van Volksrepubliek China.

## Geschiedenis
De Centrale Bank van de Volksrepubliek China (Engels: People's Bank of China) (PBC) werd opgericht op 1 december 1948 in Shijiazhuang in de provincie Hebei. De bank ontstond door een fusie van de voormalige Huabei Bank, Beihai Bank en Xibei Farmers Bank. Tegelijkertijd werd de Chinese renminbi (RMB) geïntroduceerd als enig wettig betaalmiddel in het land. In 1949 verhuisde het hoofdkantoor naar Peking.
De economie werd volledig gestuurd vanuit de Communistische Partij van China. De PBC is een staatsbedrijf en maakt onderdeel uit van de Chinese overheid. Het was de enige bank in het land en was verantwoordelijk voor het financiële systeem en voerde naast de centrale bankfuncties ook commerciële bankactiviteiten uit. Het beheerde de geldhoeveelheid, verstrekte kredieten aan bedrijven en hield toezicht op de uitvoering van de nationale economische plannen. Het had kantoren in het hele land die centraal werden aangestuurd.
Na de dood van Mao Zedong in 1976 initieerde Deng Xiaoping grote economische hervormingen. Een forse aanpassing van de hele financiële sector was hiervoor noodzakelijk. Er werden weer particuliere banken opgericht, aanvankelijk allemaal nog in staatshanden, en de Bank of China (BOC) werd aangewezen als de gespecialiseerde deviezenbank. Verder werd de State Administration of Foreign Exchange (SAFE) opgericht. Naast de banken kwamen er ook financiële instellingen zoals verzekeringsmaatschappijen, stedelijke kredietcoöperaties en trust- en investeringsmaatschappijen. Op 17 september 1983 viel het besluit dat de PBC zal functioneren als de centrale bank van het land. Op 18 maart 1995 nam het Nationaal Volkscongres een wet aan waarmee de status van de PBC als de centrale bank van China werd bevestigd.
De PBC-beleidsinstrumenten zijn onder andere het vaststellen van de rentetarieven en reserveverplichtingen voor de particuliere banken. In 2003 werd een deel van de toezichthoudende taken afgestoten. De China Banking Regulatory Commission (CBRC) werd opgericht en deze nam het toezicht over op banken, financiële vermogensbeheermaatschappijen, trust- en investeringsmaatschappijen.
Na deze herschikking werd het mandaat van de PBC officieel omschreven als "het formuleren en uitvoeren van monetair beleid, het waarborgen van financiële stabiliteit en het verlenen van financiële diensten". De PCB is een agentschap dat direct valt onder de Staatsraad. De PCB is niet onafhankelijk in zijn beleid, alle belangrijke voorstellen over bijvoorbeeld renteniveaus en reserveverplichtingen moeten eerst door de Staatsraad worden goedgekeurd voordat met de uitvoering kan worden begonnen.

## Taken
De kerntaak van de centrale bank is te zorgen voor financiële stabiliteit en het bevorderen van de economische groei door:
- te zorgen voor stabiliteit van het financiële systeem;
- het monetaire beleid te formuleren en uit te voeren;
- het alleenrecht voor de uitgifte van bankbiljetten en munten;
- regulering van de financiële markten, zoals interbancaire leningen, buitenlandse valutamarkten en de goudmarkt. Hieronder valt ook het beheer van de buitenlandse valuta- en goudreserves;
- bankier van de overheid en helpt onder andere bij het plaatsen van staatsobligaties. Het is de bank niet toegestaan direct geld te lenen aan de overheid;
- verzamelen van relevante financiële informatie en statistieken;
- uitvoeren van taken die door de Staatsraad worden opgelegd.

Opvallend is dat de bank geen specifieke inflatiedoelstelling heeft zoals de Europese Centrale Bank of de Bank van Japan.
In 1996 werd de bank uitgenodigd om lid te worden van de Bank voor Internationale Betalingen en deze werd geaccepteerd.

## Gouverneur
Aan het hoofd van de bank staan de gouverneur en een aantal adjunct-gouverneurs. De gouverneur wordt benoemd door Nationaal Volkscongres of door het Permanente Comité van het Nationaal Volkscongres. De kandidaat wordt voorgedragen door de premier en goedgekeurd door de twee eerder genoemde partijorganen. De adjunct-gouverneurs worden benoemd door de premier of de Staatraad. Bij ontslag van de gouverneurs wordt dezelfde weg gevolgd.
De huidige gouverneur is Pan Gongsheng. Hij werd op 25 juli 2023 aangesteld en volgde Yi Gang op, die deze functie had vervuld sinds maart 2018. Gongsheng is de 13e gouverneur sinds de oprichting van de bank.